# ピーター・ケネン
ピーター・ケネン（Peter B. Kenen、1932年11月30日 - 2012年12月18日）は、オハイオ州クリーヴランドで生まれたアメリカの経済学者。
コロンビア大学教授のあと、プリンストン大学教授（Walker Professor of Economics and International Finance名誉教授）を務め、専門は国際金融論、国際経済学である。

## 略歴
- 1932年　オハイオ州クリーヴランドで生まれる。
- ブロンクス科学高等学校に通う。
- 1954年　コロンビア大学を卒業する（B.A.、summa cum lude）。
- 1956年　ハーバード大学でM.A.を取る。
- 1956年～1957年　ロンドン・スクール・オブ・エコノミクス（LSE）でリサーチ・スチューデントとして学ぶ。
- 1957年～1958年　コロンビア大学の経済学専任講師となる。
- 1958年　ハーバード大学よりPh.D.を得る。
- 1958年～1959年　ハーバード大学からダビッド・A・ウェルス賞を受ける（Asset Markets, Exchange and Economic Integration, with Polly Allen）。
- 1958年～1961年　コロンビア大学助教授となる。
- 1960年　ケネディ大統領の「外国経済政策大統領タスクフォース」のメンバーとなる。
- 1961年～1964年　コロンビア大学准教授となる。
- 1961年　経済顧問会議のコンサルタントとなる。
- 1961年～1968年　財務省のコンサルタントとなる（その後も、1978年～1980年、1995年～1996年、1998年～1999年）。
- 1964年～1968年　予算局のコンサルタントとなる。
- 1964年～1971年　コロンビア大学教授となる。
- 1967年～1969年　コロンビア大学経済学部長となる。
- 1969年～1970年　コロンビア大学学長（Provost）を務める。
- 1971年　コロンビア大学教授（Wesley Clair Mitchell Research Professor）となる。
- 1971年～2004年　プリンストン大学教授（Walker Professor of International Finance）となる。
- 1971年～1999年　プリンストン大学で国際金融セクションの管理者となる。
- 1977年　コロンビア大学よりユニヴァーシティ・メダル・フォー・エクセレンスを受ける。
- 1983年～1984年　オーストラリア国立大学の教授フェローとなる。
- 1990年～1995年　ニューヨーク連邦準備銀行の経済顧問委員会のメンバーとなる。
- 1990年　IMFのコンサルタントとなる（その後も、1992年、1999年）。
- 1991年～1992年　イングランド銀行のHoublon-Normanフェローとなる。
- 2000年～2001年　東部経済学会会長を務める。
- 2002年　ウェリングトンのヴィクトリア大学とニュージーランド準備銀行で教授フェローとなる。
- 2004年　プリンストン大学名誉教授。
- 2005年～2008年　外交評議会の補助上級フェローとなる。
- 2012年12月18日   呼吸器不全のためプリンストンの自宅で死去[1]。80歳没。

## 家族
- 妻Regina Horowitz Kenenと4人の子どもがいる。

## 著作

### 日本語訳
- 『国際経済学』（現代経済学叢書）、天野明弘訳、東洋経済新報社、1965年
- （A.G.ハートと共著）『現代金融論――理論・政策・歴史』、吉野昌甫・山下邦男共訳、日本評論社、1970年
- 『現代国際金融システムとIMF』、桜井一郎訳、同文館出版、1989年

### 原書
- British Monetary Policy and the Balance of Payments, 1951-1957. Harvard University Press, Cambridge, 1960.
- Giant among Nations: Problems in United States Foreign Economic Policy. Harcourt Brace, New York, 1960(reprinted with "Postscript" by Rand-McNally, Chicago, 1963)
- Money, Debt, and Economic Activity. Prentice-Hall, Englewood Cliffs: Third Edition, 1961(with A.G.Hart);Japanese and Spanish translations. Fourth Edition, 1969(with A.Entine and A.G.Hart)
- International Economics. Prentice-Hall, Englewood Cliffs: First Edition, 1964; Dutch, Italian, Japanese, Portuguese, Spanish, and Swedish translations. Second Edition, 1967. Third Edition, 1971(with R.Lubitz).
- A Model of the U.S. Balance of Payments. Lexington Books, Lexington, 1978(in association with D.P.Dungan and D.L.Warner).
- Asset Markets, Exchange Rates, and Economic Integration. Cambridge University Press, London & New York, 1980(with P.R.Allen);Parts Ⅰ－Ⅲ reprinted as Asset Markets and Exchange Rates: Modeling an Open Economy, Cambridge University Press, London & New York, 1983
- The International Economy. Prentice-Hall, Englewood Cliffs: First Edition, 1985; Second Edition, 1989. Cambridge University Press, London & New York: Third Edition, 1994; Fourth Edition, 2000.
- Exchange Rates and Policy Coordination. University of Manchester Press, Manchester, and University of Michigan Press, Ann Arbor, 1989
- Economic and Monetary Union in Europe; Moving beyond Maastricht. Cambridge University Press, London & New York, 1995
- The International Financial Architecture; What=S New? What=S Missing?. Institute for International Economics, Washington, 2001
- Regional Monetary Integration. Cambridge University Press, London & New York, 2007(with E.E.Meade)